# Fred Nascimento
Alfredo do Nascimento (Rio de Janeiro, 30 de setembro de 1957), mais conhecido como Fred Nascimento, é um músico, cantor e compositor brasileiro.
É conhecido pelos trabalhos como músico de apoio das bandas Legião Urbana e Capital Inicial. Também trabalhou nas bandas Tantra, Rosa Púrpura e em carreira solo.
Tem músicas gravadas por diversos artistas como Xuxa, Mara Maravilha, Luka, Marina Lima e Deborah Blando, entre outros.

## Carreira
Fred lançou dois singles pela Polygram nos anos 80.
Em 1983, como músico de estúdio, participou da gravação do álbum Barão Vermelho 2, da banda carioca Barão Vermelho.
Em 1987, junto com João Paulo Mendonça, monta um duo chamado Rosa Púrpura. A banda lançou um único álbum, homônimo, em 1988, pela CBS, produzido por Alexandre Agra. A canção "Chuva de Mel" fez parte da trilha do seriado Armação Ilimitada e foi apresentada no programa Globo de Ouro, ambos da TV Globo. A banda encerrou as atividades em 1990, quando J.P. foi morar no Japão.
Com o fim da banda, é convidado por Renato Russo para a banda de apoio da Legião Urbana, que iniciava a turnê do álbum As Quatro Estações.
Sua atuação aparece em 3 álbuns ao vivo da banda: Música para Acampamentos, As Quatro Estações Ao Vivo e Como é que se diz eu te amo.
Ficou na banda até sua última turnê, em 1994.
Em 1993, co-produziu o álbum de estreia do trio black As Sublimes.
Em 1994, montou a Banda Tantra, no qual é vocalista e guitarrista, com os amigos e colegas da banda que faziam apoio à Legião Urbana, Gian Fabra (baixo) e Carlos Trilha, além de Marcelo Wig (bateria e percussão).
Em 2002, participa da gravação do álbum Rosas e Vinho Tinto do Capital Inicial e também da turnê deste disco.
Em junho de 2013, fez parte da banda de apoio do show Renato Russo Sinfônico, onde fez a abertura interpretando Fábrica, junto com Fred Castro e Flavia Couri, e o encerramento numa performance histórica de Que País É Este?, junto com Renato Rocha, o Negrete.
Ainda em 2013, participou da trilha sonora do filme Somos tão Jovens, que conta parte da história do amigo e líder da Legião Urbana.
Se apresentou com Marcelo Bonfá e os Corações Perfeitos, junto com o Gian Fabra.